# Lori Fullington
Lori Fullington (Filadelfia, Pensilvania; 17 de mayo de 1967) es una ex luchadora profesional y manager estadounidense. Es conocida por su paso por la promoción Extreme Championship Wrestling bajo su nombre real y por el artístico Peaches.

## Carrera profesional
Fullington debutó en la Extreme Championship Wrestling (ECW) en 1992 bajo el nombre de Peaches junto a su entonces marido, el también luchador profesional The Sandman. A mediados de 1993, se enfrentó a Terrible Tigra, a la que derrotó en un combate de humillación en el Super Summer Sizzler Spectacular. En noviembre de 1993, en Terror at Tabor, formó equipo con J.T. Smith y The Sandman para enfrentarse a Johnny Hotbody y Tony Stetson y a su manager, Hunter Q. Robbins III, ganando Fullington al vencer a Robbins.
En febrero de 1994, mientras estaba temporalmente ciego tras un combate, The Sandman golpeó sin querer a su mujer. Cuando The Sandman se recuperó y vio a su compañero de equipo Tommy Cairo ayudando a Peaches a ponerse de pie, atacó a Cairo. The Sandman se distanció de su mujer y Peaches se convirtió en la valet de Cairo. Cairo y Peaches se enfrentaron a The Sandman y su manager Woman en un combate intergénero "Singapore Caning" el 14 de mayo en When Worlds Collide. Después del combate, The Sandman y Woman atacaron a Cairo y Peaches.
A finales de 1994, The Sandman se quedó ciego de nuevo después de que un cigarrillo encendido se le metiera en el ojo durante un combate "I Quit" con Tommy Dreamer. Durante la ceremonia de retirada de The Sandman en November to Remember, Peaches intentó reconciliarse con él, pero fue golpeada por Woman, que regresó. Woman amenazó a The Sandman, atrayendo a Dreamer al ring, momento en el que The Sandman reveló que no estaba cegado y atacó a Dreamer.
Fullington, ahora con su nombre real, regresó a ECW en 1996 durante el feudo de The Sandman con Raven. Fullington y su hijo Tyler fueron traídos por el booker Paul Heyman, que quería experimentar con historias más telenovelescas. En el curso de la disputa, Raven intentó jugar a juegos mentales con The Sandman lavando el cerebro a Lori para que se convirtiera en parte de su séquito Raven's Nest. En Hardcore Heaven, el 22 de junio de 1996, Raven reveló que Tyler también se había unido a su lado. Lori y Tyler ayudaron a Raven en sus combates contra The Sandman y su nueva valet, Missy Hyatt. La familia se reconcilió en 1997 después de que Raven se volviera contra Lori y Tyler, y The Sandman acudiera a su rescate.
Fullington regresó a ECW una vez más en el año 2000, ayudando a The Sandman en su disputa con The Network. En el transcurso de la disputa, Rhino la corneó a través de una mesa en Living Dangerously, la apiló a través de una mesa en Hardcore Heaven y le metió la cabeza en un retrete en Heatwave. Fullington abandonó ECW una vez más tras el cese del feudo a mediados de 2000.
En 2002, Fullington apareció junto a The Sandman en Xtreme Pro Wrestling.

## Vida personal
Fullington estuvo casada con Jim Fullington, cuyo nombre artístico era The Sandman, con quien tiene tres hijos: Kelly (nacida en 1987), Tyler (nacido en 1989) y Oliver (nacido en 1994). La pareja se divorció posteriormente.